# Anthony Simcoe
Pour les articles homonymes, voir Simcoe (homonymie).
Anthony Simcoe né le 7 juin 1969 est un acteur australien.

## Biographie
Anthony Simcoe est principalement connu pour son rôle de Ka D'Argo dans la série télévisée de science-fiction Farscape. Il est apparu dans diverses autres séries dont notamment Le Caméléon.
Il est diplômé du National Institute of Dramatic Arts de Sydney en Australie.

## Filmographie
- 1997 : The Castle : Steve Kerrigan
- 1999 - 2003 : Farscape : Ka D'Argo
- 2001 : Beastmaster - Saison 2 épisode 13 - L'Enfant sauvage : Milos
- 2004 : Farscape : Guerre pacificatrice : Ka D'Argo